# Гамбург-Більброк
Більброк (нім. Billbrook) — частина району Гамбург-Центр вільного та ганзейського міста Гамбург, яка розташована на південно-східній межі району, що прилягає до району Бергедорф. Більброк розташований у болотній місцевості на краю маршу в льодовиковій долині Ельби, яка обмежена на півночі річкою Біллє. У 2021 році в Більброку проживало 2097 осіб. Більброк межує з трьома частинами району Гамбург-Центр — Горн, Більштедт, Ротенбургсорт, і двома частинами району Бергедорф — Більвердер та Морфліт.

## Історія
Сьогодні Більброк — це переважно промислова зона, друга за величиною в Гамбурзі.